# Józef Ostaszewski

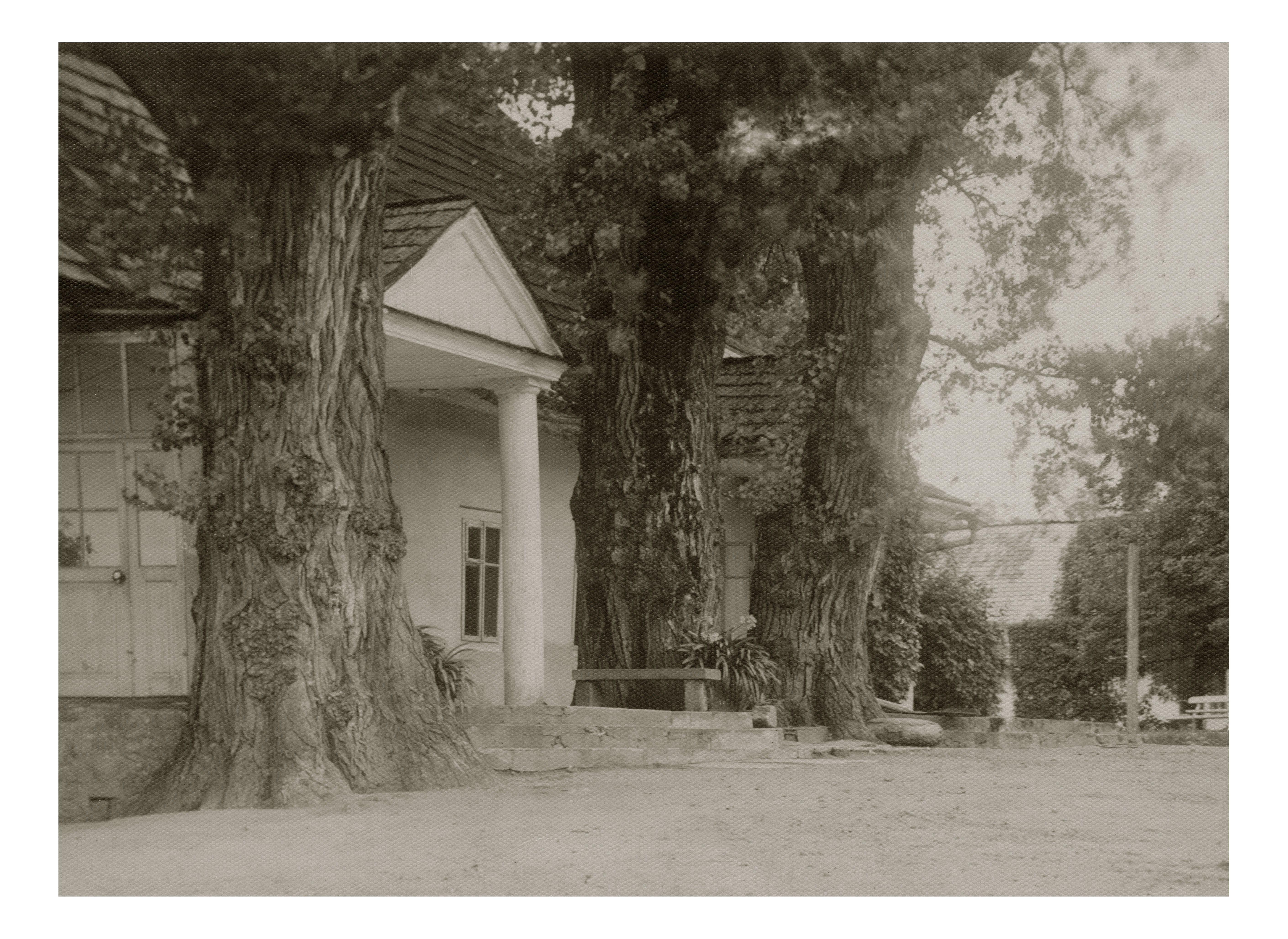
Sędziwe topole przed dworem Ostaszewskich w Klimkówce

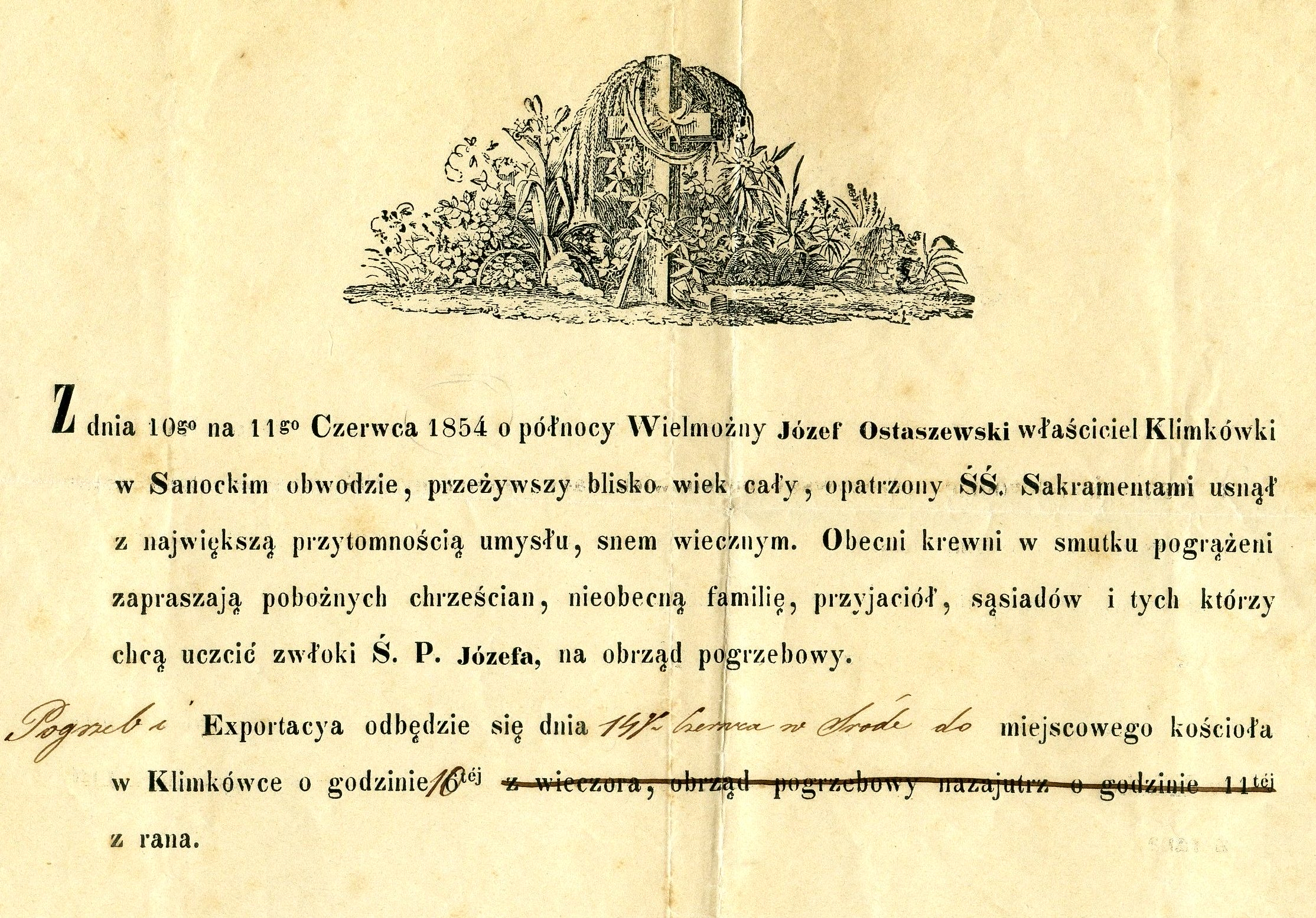
Klepsydra Józefa Ostaszewskiego z 1854 r.

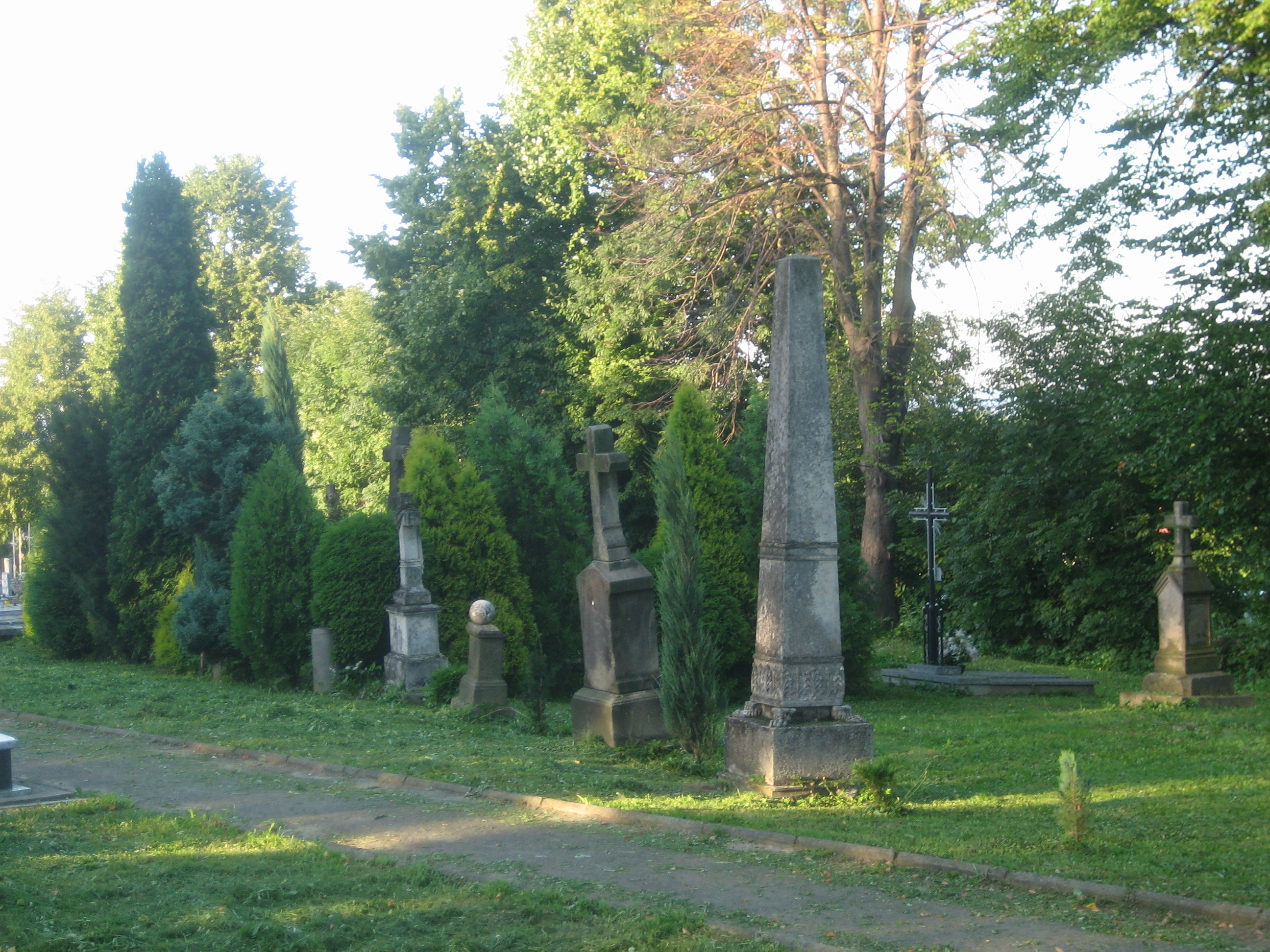
Cmentarz w Klimkówce – obelisk nagrobny Józefa Ostaszewskiego z 1854 r.

Józef Ostaszewski herbu Ostoja (ur. ok. 1765, zm. 10 lipca 1854 w Klimkówce) – członek Stanów Galicyjskich, członek tymczasowego rządu narodowego we Lwowie w 1809 r., właściciel dóbr Klimkówka na Podkarpaciu. 

## Życiorys
Był synem Michała Ostaszewskiego, a bratem Sebastiana (1755-1826) i Kazimierza Ostaszewskiego (1756-1845).
Uczęszczał do Akademii Zamojskiej. W roku akademickim 1780/1781 był studentem filozofii tejże Akademii.
Około 1799 roku ożenił się z Franciszką Skarbek-Woyczyńską (1780–1843), córką Franciszka Skarbek-Woyczyńskiego i Marii z Drogomirów..
Dnia 27 maja 1809 r. wszedł na krótko do tymczasowego rządu narodowego we Lwowie, ustanowionego na ziemiach zaboru austriackiego w okresie wojen napoleońskich, obejmując w nim funkcję dyrektora policji. 
W 1810 r. opuścił Lwów i osiadł w majątku w Klimkówce, który kupił od swego przyrodniego brata, Kazimierza Ostaszewskiego. 
Od 1818 roku był członkiem Stanów Galicyjskich.
Podejmował szereg inicjatyw na rzecz poprawy sytuacji chłopów. Przed 1836 r. założył w Klimkówce specjalny fundusz gromadzki, który służył opłacaniu podatku gruntowego ciążącego na chłopach. We wspomnieniach rewolucyjnego demokraty Klemensa Mochnackiego został opisany jako jeden z niewielu ziemian w Galicji, którzy wspierali szkolnictwo chłopskie.
W swoim majątku starał się wprowadzać nowoczesne metody rolnictwa. W 1845 wszedł do grona członków założycieli Galicyjskiego Towarzystwa Gospodarskiego we Lwowie (wraz ze swoim bratankiem Teofilem Ostaszewskim).
Nie mając z potomstwa z Franciszką Skarbek-Woyczyńską zapisał Klimkówkę swojemu bratankowi Teofilowi Wojciechowi Ostaszewskiemu.
Zmarł 10 lipca 1854 i został pochowany w Klimkówce.